# ¡Qué linda es mi familia!
¡Qué linda es mi familia! es una película argentina estrenada en el año 1980, dirigida por Palito Ortega, protagonizada por los primeros actores Luis Sandrini y Niní Marshall, coprotagonizada por Palito Ortega, Mariana Karr, Silvia Merlino, Rolo Puente, Héctor Armendáriz, Angélica Perrone, Rubén Green, Vicente La Russa, Alberto Irízar y Rodolfo Onetto. También contó con las actuaciones especiales de Las trillizas de oro y la participación de Thelma Stefani.
Mientras se tomaban fotografías el último día de rodaje, Sandrini sufrió un colapso vascular, fue internado y falleció once días después. La película inicialmente iba a llamarse La familia está de fiesta, pero los productores optaron por modificar el título ante el deceso del actor. Marshall decidió retirarse del cine luego de esta película.

## Sinopsis
Un joven trabaja como doble de riesgo, pero su verdadera vocación es el canto.

## Reparto
- Luis Sandrini: «Viejo»
- Niní Marshall: Rosita
- Palito Ortega: «El negro»
- Las Trillizas de Oro: ellas mismas
- Mariana Karr: amiga de «El negro»
- Silvia Merlino: Silvia
- Rolo Puente: Jorge
- Rubén Green: Ricardo
- Héctor Armendáriz: Sr. Benavides
- Angélica Perrone: esposa de Jorge
- Carlitos Balá: cameo
- Alberto Martín: cameo
- Juan Alberto Mateyko: cameo
- Juan Carlos Altavista: cameo
- Javier Portales: cameo
- Thelma Stefani: cameo
- Luis Tasca: cameo
- Alberto Irízar: Sr. Busardo
- Vicente La Russa: mozo
- Luis Corradi: director de teatro
- Rodolfo Onetto
- Sergio Malbrán: comisario
- Ricardo Jordán
- Diego Armando Maradona: cameo
- Raúl Padovani: Doblaje de voz de Diego Maradona
- Pablo Olivo
- Jorge Marchegiani
- Horacio Taicher
- Vicky Olivares
- Alfredo Monserrat
- Raúl Florido

## Críticas
En una crítica escrita 26 años después de su estreno, el suplemento Radar de Página/12 consideró en 2006: 

«Sólo apto para personas con estómago fuerte, el changuito cañero (siete películas en dictadura) no sólo perpetra apologías de las fuerzas como Dos locos en el aire (1976) y Brigada en acción (1977) sino también esta comedia familiar perversa —asesinato y silenciamiento simbólico de la gran Niní Marshall—, donde puede vérselo ingresar a la Catedral Metropolitana del brazo de las Trillizas de Oro cantando “La canción de la alegría”»

El crítico de cine Fernando Perales escribió un extenso artículo titulado «El último cruzado del cine de familias»  en el que hipotetiza: 

«Lejos de pertenecer a la generalidad de los filmes pasatistas, aunque pase disimulado entre ellos, esta película de “Palito” es una obra arteramente “comprometida”, no en el sentido usual del film de compromiso social, ligado a la crítica política, sino que manifiesta un estrecho lazo ideológico con los sectores más tradicionalistas y conservadores, actuando con el objetivo de restaurar los valores sociales y familiares más arraigados de las clases medias urbanas, en un tiempo que “Palito” identifica con el derrumbe moral de la sociedad argentina».